# Sázava (rivier)
De Sázava (Duits: Sasau) is een rivier in Tsjechië. Het is een zijrivier van de Moldau met een lengte van 218 kilometer. De rivier ontspringt bij de berg Bohdalec in de Žďárské vrchy. Bij Davle, 25 km ten zuiden van Praag mondt de Sázava uit in de Moldau.